# Ditassa sillensis
Ditassa sillensis är en oleanderväxtart som beskrevs av G. Morillo. Ditassa sillensis ingår i släktet Ditassa och familjen oleanderväxter. Inga underarter finns listade i Catalogue of Life.